# 오오모리 시게루
오오모리 시게루(일본어: 大森滋 오모리 시게루[*], 1980년 2월 29일~)는 일본 게임 프리크의 소속 일원으로 포켓몬스터 오메가루비·알파사파이어, 포켓몬스터 썬·문의 총괄 디렉터, 포켓몬스터 울트라썬·울트라문의 공동 프로듀서를 맡았다.